# Kodjo Fo Doh Laba
Kodjo Fo-doh Laba est un footballeur international togolais né le 27 janvier 1992 à Lomé. Il évolue au poste d'attaquant avec Al Aïn.

## Biographie

### En club
Kodjo Fo-Doh Laba se révèle au Togo au sein de l'équipe d'Anges de Notsé auquel il est prêté par son club formateur l'Association Sportive Jeanne d'Arc (ASJA), qui mise sur sa formation footballistique et scolaire (Fo-Doh est titulaire d'un Baccalauréat). Il rejoint ensuite l'US Bitam du Gabon en 2014. Il réalise deux belles saisons au sein du club gabonais, terminant à titre personnel deuxième meilleur buteur du championnat 2015-2016 avec 15 réalisations. Ses performances attirent l'attention des grands clubs africains et certains clubs français. Annoncé du côté du Stade lavallois en Ligue 2 française, puis au Raja Casablanca, il rejoint finalement le championnat du Maroc mais le club de la Renaissance sportive de Berkane.

### En sélection
Les performances intéressantes de Kodjo Laba à US Bitam ne passent pas inaperçues au Togo. Il obtient sa première cape en équipe nationale du Togo en mars 2016 face à la Tunisie. Le 5 juin 2016 face au Liberia dans le cadre des éliminatoires de la CAN 2017, il permet au Togo d'arracher le nul 2-2. Entré en jeu à vint minutes de la fin alors que le Togo était mené 0-2 et aux bords de l'élimination, il permet aux Éperviers de maintenir l'espoir en inscrivant le but égalisateur de 2-2. Il récidive en septembre au Stade de Kégué à Lomé en inscrivant l'un des 5 buts de la victoire (5-0) du Togo face à Djibouti, offrant le billet de la CAN aux Éperviers.
Après un début de saison intéressant avec son nouveau club de la RS Berkane, il figure logiquement dans la liste des 23 joueurs togolais sélectionnées par Claude Le Roy pour la CAN 2017 au Gabon. Avec la méforme du capitaine emblématique Emmanuel Adebayor (sans club depuis juin 2016), il est attendu comme l'élément clé de l'attaque togolaise.
Titulaire lors de deux premiers matches de la CAN face à la Côte d'Ivoire (0-0) et au Maroc (1-3), il commence le troisième et dernier match du Togo sur le banc en raison de la réorganisation tactique opérée par Claude Le Roy. Entré en jeu à la 67e minute à la place de Matthieu Dossevi alors que le Togo était mené 2 à 0, il réduit le score d'une belle frappe du droit dans la surface de réparation. Toutefois, il n'a pas pu empêcher la défaite (1-3) et l'élimination des Éperviers en phase de poule. Il a démontré de très belles qualités combatives et techniques au cours de la compétition, ce qui ne manque  pas sans doute d'attirer l'attention de nombreux recruteurs de clubs européens présents dans la tribune.

## Carrière
- 2002-2012 : ASJA (Club Formateur,  Togo)
- 2012-2014 : Anges de Notsé, (D1,  Togo)
- 2014-2016 : US Bitam (D1,  Gabon)
- 2016- :  RS Berkane ( D1,  Maroc)
- 2019- : Al-Aïn Club (D1,  Émirats arabes unis)

## Palmarès
RS Berkane (1)
- Coupe du Maroc
  - Vainqueur : 2018
- Coupe de la confédération
  - Finaliste : 2019

 Al-Aïn (3)
- Championnat des Émirats
  - Champion : 2022
- Coupe de la Ligue
  - Vainqueur : 2022
  - Finaliste : 2023 et 2024
- Ligue des champions de l'AFC
  - Vainqueur : 2024

### Distinctions personnelles
- Meilleur buteur de la Coupe de la confédération 2018-2019 (8 buts)[6].
- Meilleur buteur du Championnat du Maroc 2018-19 (19 buts).
- Meilleur buteur du Championnat des Émirats 2019-20 (19 buts), 2021-22 (26 buts).